# Роуз Холл
Роуз Холл (англ. Rose Hall) — особняк в георгианском стиле в Монтего-Бей, Ямайка, знаменитый по легенде о Белой Ведьме Роуз Холл.

## Описание

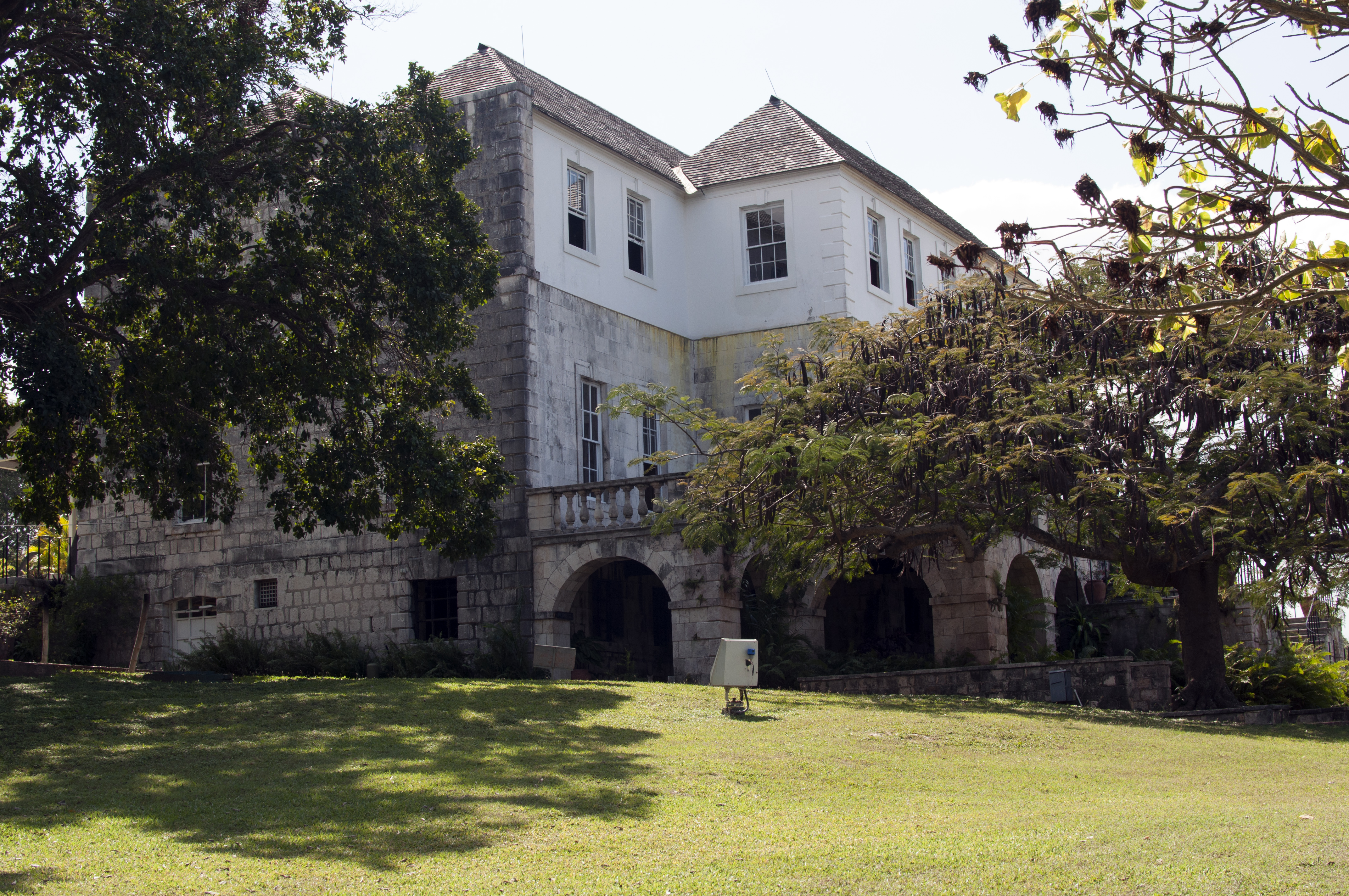
Роуз Холл

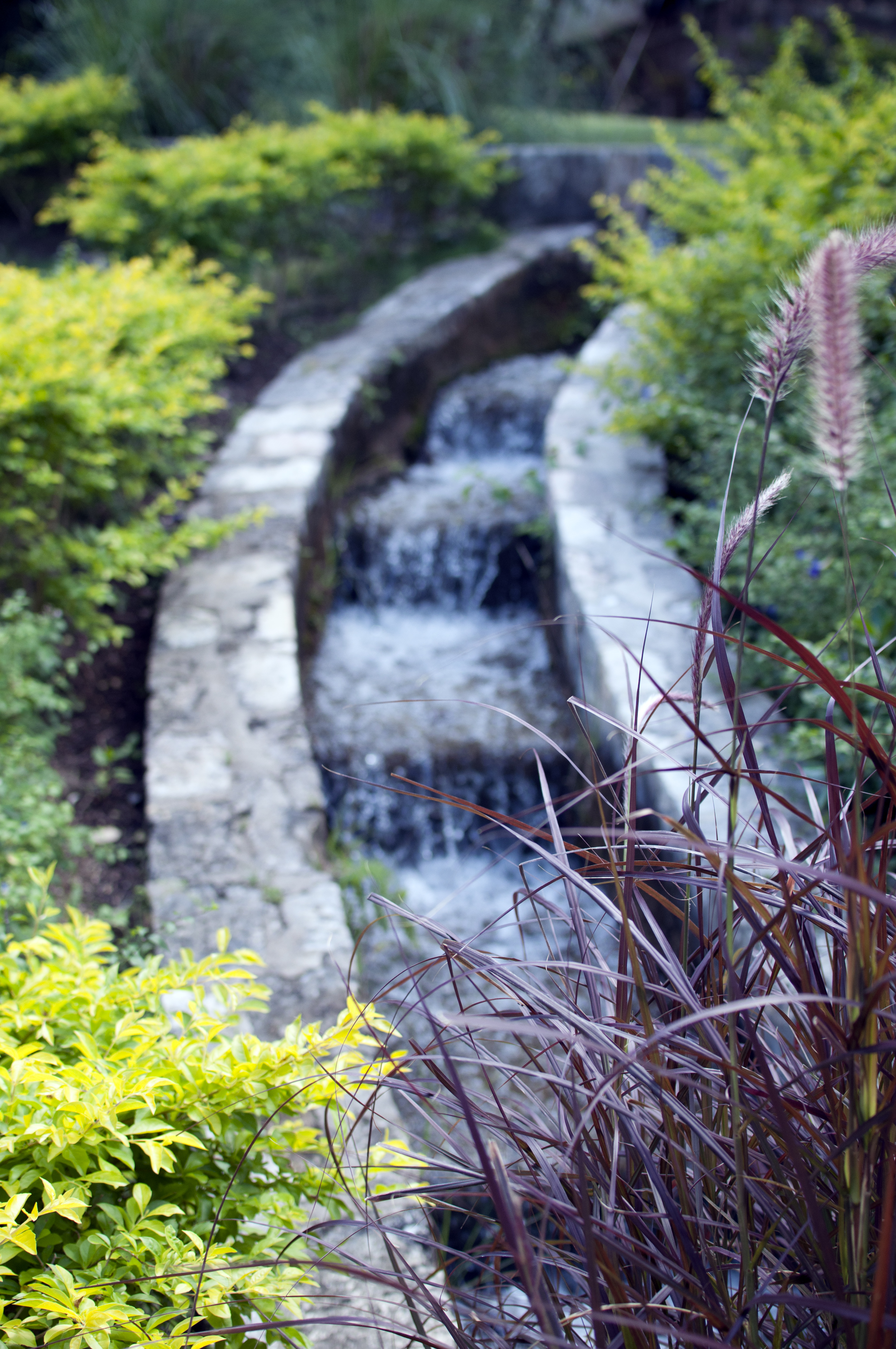
Водослив в Роуз Холл

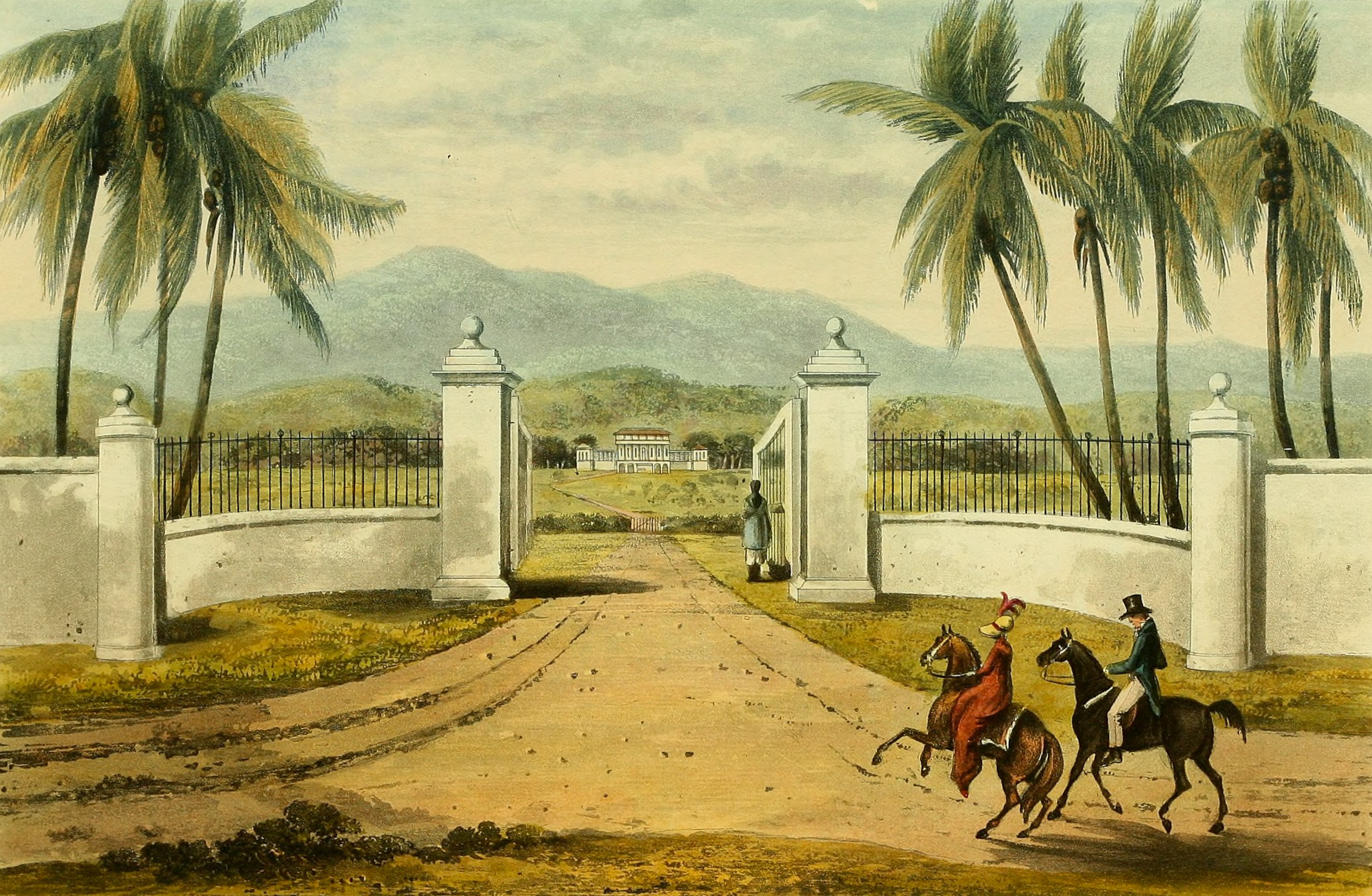
Гравюра Джеймса Хэквилла Из путешествия по острову Ямайка в 1820 и 1821 годах (1825)

Роуз Холл широко считается самым впечатляющим и известным особняком на Ямайке. Особняк выполнен в георгианском стиле, с каменным основанием и оштукатуренным верхним этажом. Он стоит высоко на склоне холма, с панорамным видом над побережьем. Он был построен в 1770-х годах и обошелся в сумму около 30000 £ и впоследствии стал собственностью Джона Палмера. Британский архитектор и художник Джеймс Хэквилл посетил здание и написал:
«Он находится на восхитительной возвышенности и открывает обширный вид на море. Его общий вид имеет много общего с замечательной итальянской виллой. Двойной разлет каменных лестниц приводит к открытому портику, ведущему в прихожую. Слева от входа находится столовая, справа гостиная, за которой следуют другие помещения. Правое крыло выполнено с большим изяществом и украшено живописью и позолотой, там находятся комнаты миссис Палмер, и левое крыло занимают спальни и кабинеты обслуги. Парадная лестницы в глубине дома является великолепным образцом столярных изделий из красного дерева и других дорогостоящих лесов и ведет к ванным на верхнем этаже».
Роуз Холл был восстановлен в 1960-х годах до прежнего великолепия, с украшениями из красного дерева, панелями и деревянными потолками. Он украшен шелковыми обоями с пальмами и птицами и люстрами, обставлен антикварной мебелью европейского производства. На нижнем этаже ныне расположены бар и ресторан.
Поместье и прилегающая плантация «Пальмира» были унаследованы Джоном Роуз Палмером от своего великого дяди.
Имение Роуз Холл занимает около 650 акров и включает плантацию сахарного тростника и пастбище, рассчитанное на 270 голов крупного рогатого скота. Около 250 африканских рабов работали на плантации «Пальмира», которая в целом занимала около 1250 акров.

## Легенда
Согласно легенде, в особняке живет призрак Белой ведьмы, или «Энни Палмер», которая убила трех своих мужей. Проведенное в 2007 году исследование установило, что эта история была вымышленной.

## Реконструкция

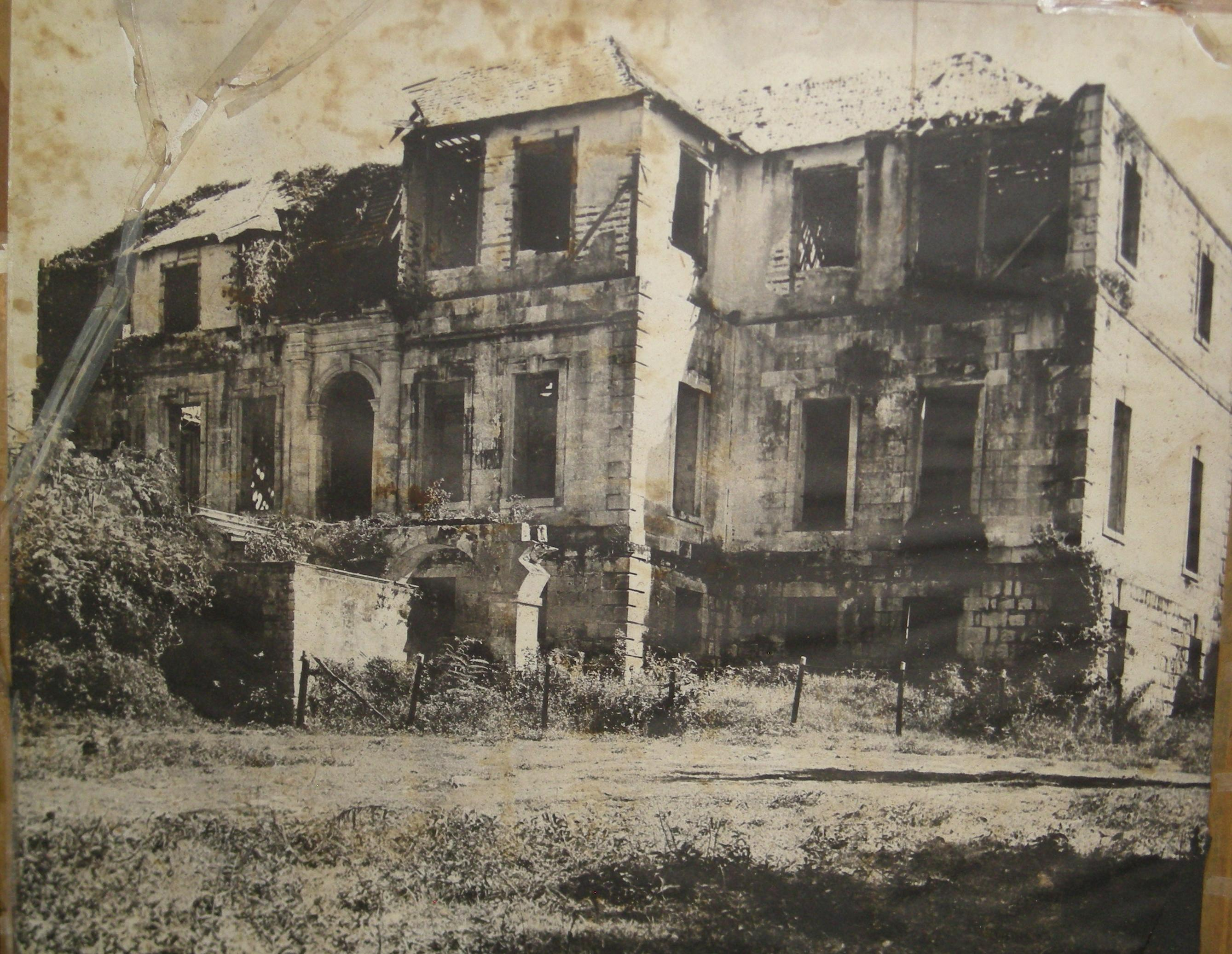
Роуз Холл до реконструкции.

Роуз Холл был куплен в 1977 году бывшей Мисс США Мишель Роллинз и её мужем Джоном Роллинзом, предпринимателем. Они отремонтировали особняк за свой счет и обустроили музей истории рабского труда на плантации «Пальмира». Роуз Холл также предлагает ночные экскурсии на сюжет легенды о Белой ведьме с посещением подземных туннелей и спиритическими сеансами.